# یواس‌اس شارلمانی
یواس‌اس شارلمانی (به انگلیسی: USS Charlemagne) یک کشتی بود.